# Torsionstensor
Der Torsionstensor ist ein mathematisches Objekt aus dem Bereich der Differentialgeometrie. Eingeführt wurde dieses Tensorfeld von Élie Cartan in seinen Studien zur Geometrie und Gravitation.

## Definition
Sei {\displaystyle (M,\nabla )} eine differenzierbare Mannigfaltigkeit zusammen mit einem affinen Zusammenhang {\displaystyle \nabla }. Der Torsionstensor {\displaystyle T} ist ein Tensorfeld, das durch
{\displaystyle T(X,Y)=\nabla _{X}Y-\nabla _{Y}X-[X,Y]}
definiert ist. Dabei sind {\displaystyle X,Y\in \Gamma (TM)} zwei Vektorfelder und {\displaystyle [\cdot ,\cdot ]} stellt die Lie-Klammer dar.

## Lokale Darstellung
Sei {\displaystyle e_{1},\ldots ,e_{n}} ein lokaler Rahmen des Tangentialbündels {\displaystyle TM}. Das sind Schnitte im Tangentialbündel, die in jedem Tangentialraum eine Vektorraumbasis bilden. Setzt man {\displaystyle X:=e_{i}}, {\displaystyle Y:=e_{j}} und {\displaystyle \gamma _{ij}^{k}e_{k}:=[e_{i},e_{j}]}, dann gilt für die Komponenten {\displaystyle T_{ij}^{k}} des Torsionstensors in lokalen Koordinaten 
{\displaystyle T^{k}{}_{ij}=\Gamma ^{k}{}_{ij}-\Gamma ^{k}{}_{ji}-\gamma ^{k}{}_{ij},\quad i,j,k=1,2,\ldots ,n.}
Dabei bezeichnen die Symbole {\displaystyle \Gamma _{ij}^{k}} die Christoffel-Symbole. Da es immer möglich ist, den lokalen Rahmen so zu wählen, dass die Lie-Klammer überall verschwindet, gilt in diesen Koordinaten für die Komponenten des Tensorfelds
{\displaystyle T^{k}{}_{ij}=\Gamma ^{k}{}_{ij}-\Gamma ^{k}{}_{ji},\quad i,j,k=1,2,\ldots ,n.}

## Eigenschaften
- Der Torsionstensor ist ein (2,1)-Tensorfeld, ist also insbesondere {\displaystyle C^{\infty }}-linear in seinen drei Argumenten.
- Der Torsionstensor ist schiefsymmetrisch, das heißt, es gilt {\displaystyle T(X,Y)=-T(Y,X)}.

## Symmetrischer Zusammenhang
Ein affiner Zusammenhang {\displaystyle \nabla } heißt symmetrisch oder torsionsfrei, wenn der Torsionstensor verschwindet, wenn also
{\displaystyle T(X,Y)=0}
oder äquivalent
{\displaystyle \nabla _{X}Y-\nabla _{Y}X=[X,Y]}
gilt. Der wichtigste symmetrische Zusammenhang ist der Levi-Civita-Zusammenhang, der zusätzlich noch metrisch ist.
Für symmetrische Zusammenhänge kann eine Art Verallgemeinerung des Satzes von Schwarz für differenzierbare Kurven bewiesen werden. Sei {\displaystyle M} eine differenzierbare Mannigfaltigkeit mit symmetrischem Zusammenhang {\displaystyle \nabla } und {\displaystyle c\colon \left]-\epsilon ,\epsilon \right[\times \left]a,b\right[\to M} eine glatte Homotopie von glatten Kurven, dann gilt
{\displaystyle \nabla _{\frac {\partial }{\partial s}}{\frac {\partial }{\partial t}}c(s,t)=\nabla _{\frac {\partial }{\partial t}}{\frac {\partial }{\partial s}}c(s,t)\,.}
Einfach ausgedrückt kann im Fall eines symmetrischen Zusammenhangs also die Ableitung nach {\displaystyle s} mit der nach {\displaystyle t} vertauscht werden.